# Nuweiba
Nuweiba (in arabo نويبع) è una città costiera nella parte orientale della Penisola del Sinai (Egitto), sulla costa del Golfo di Aqaba.

## Galleria d'immagini

Nuweiba - نويبع
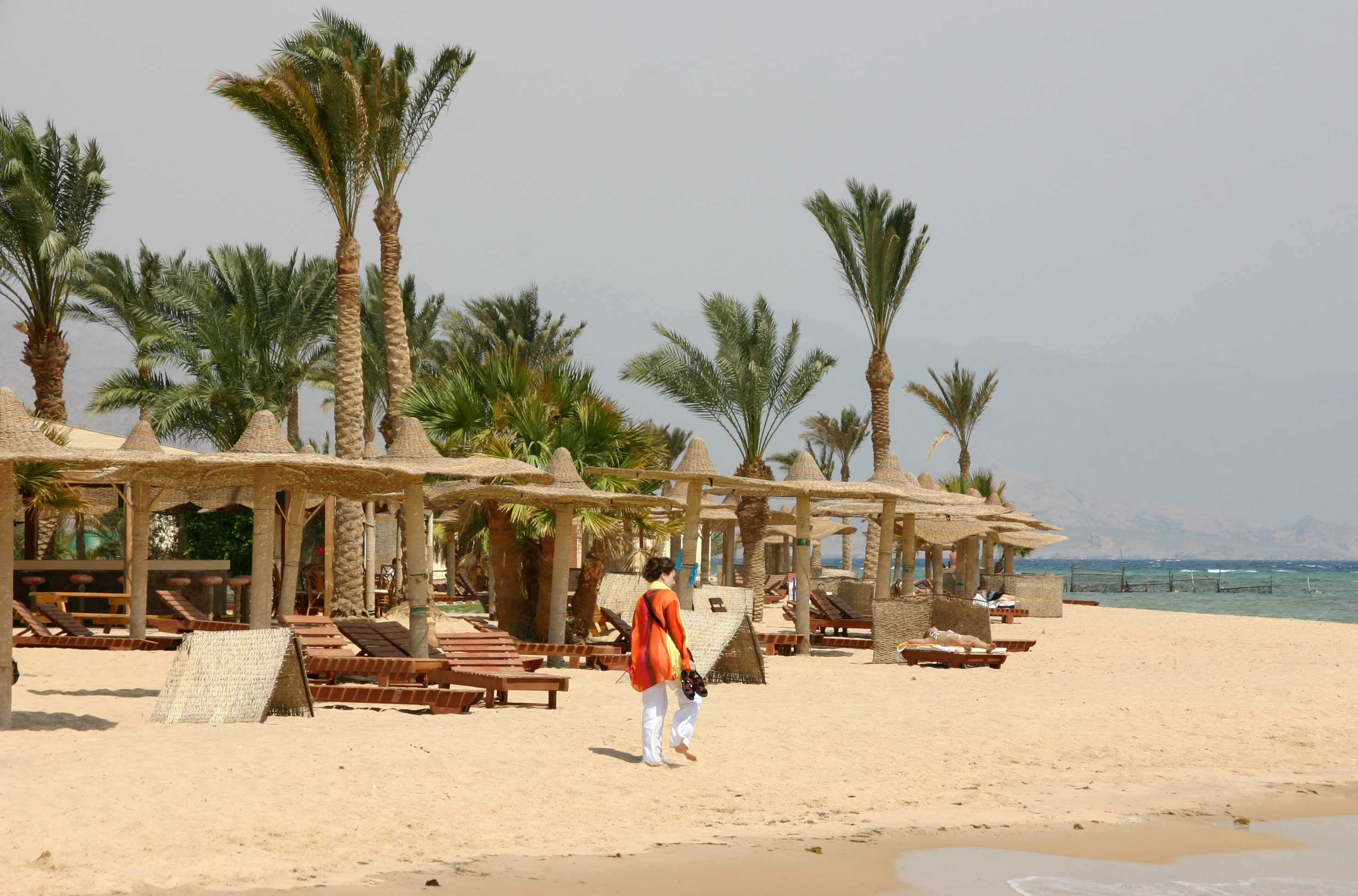
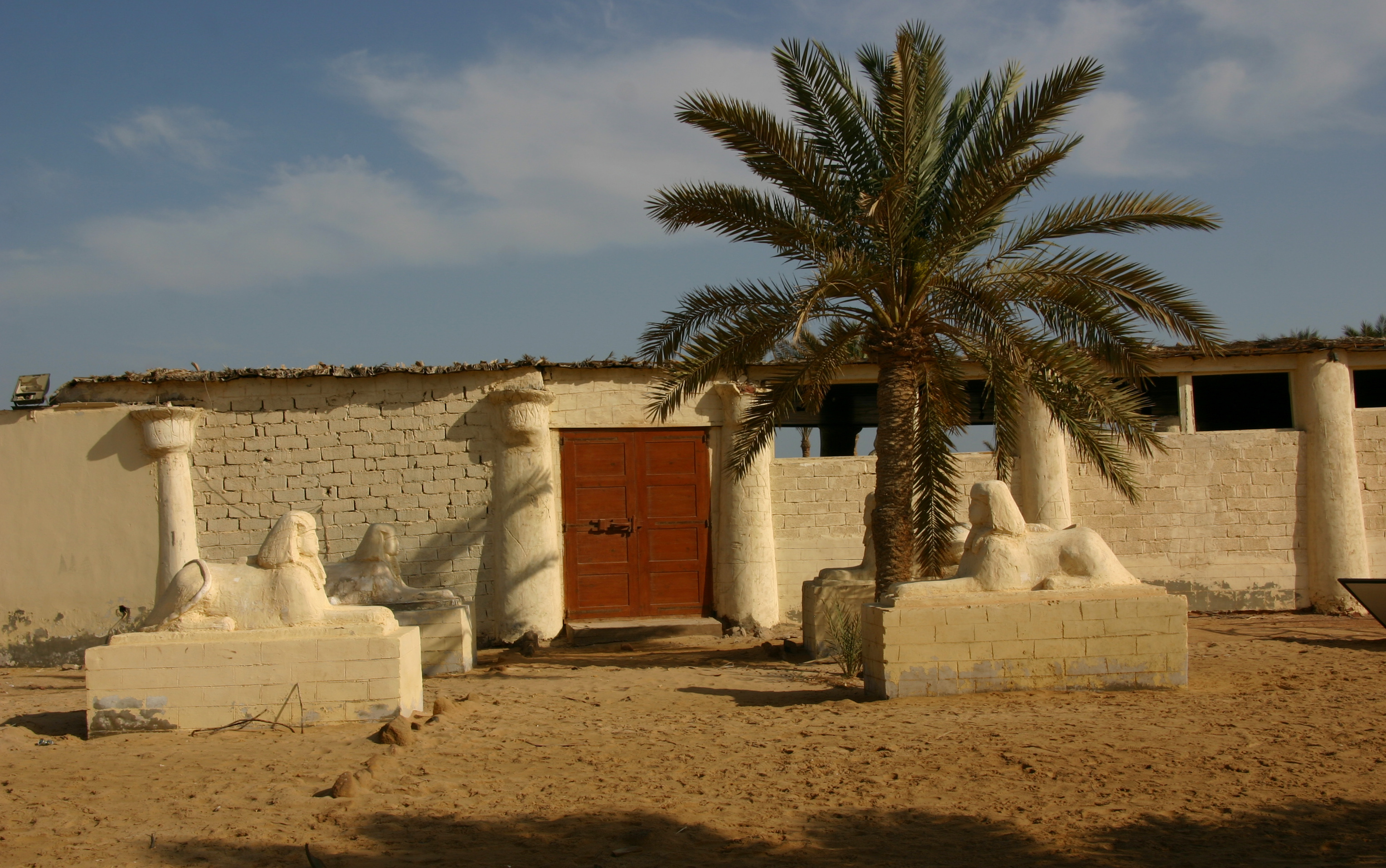
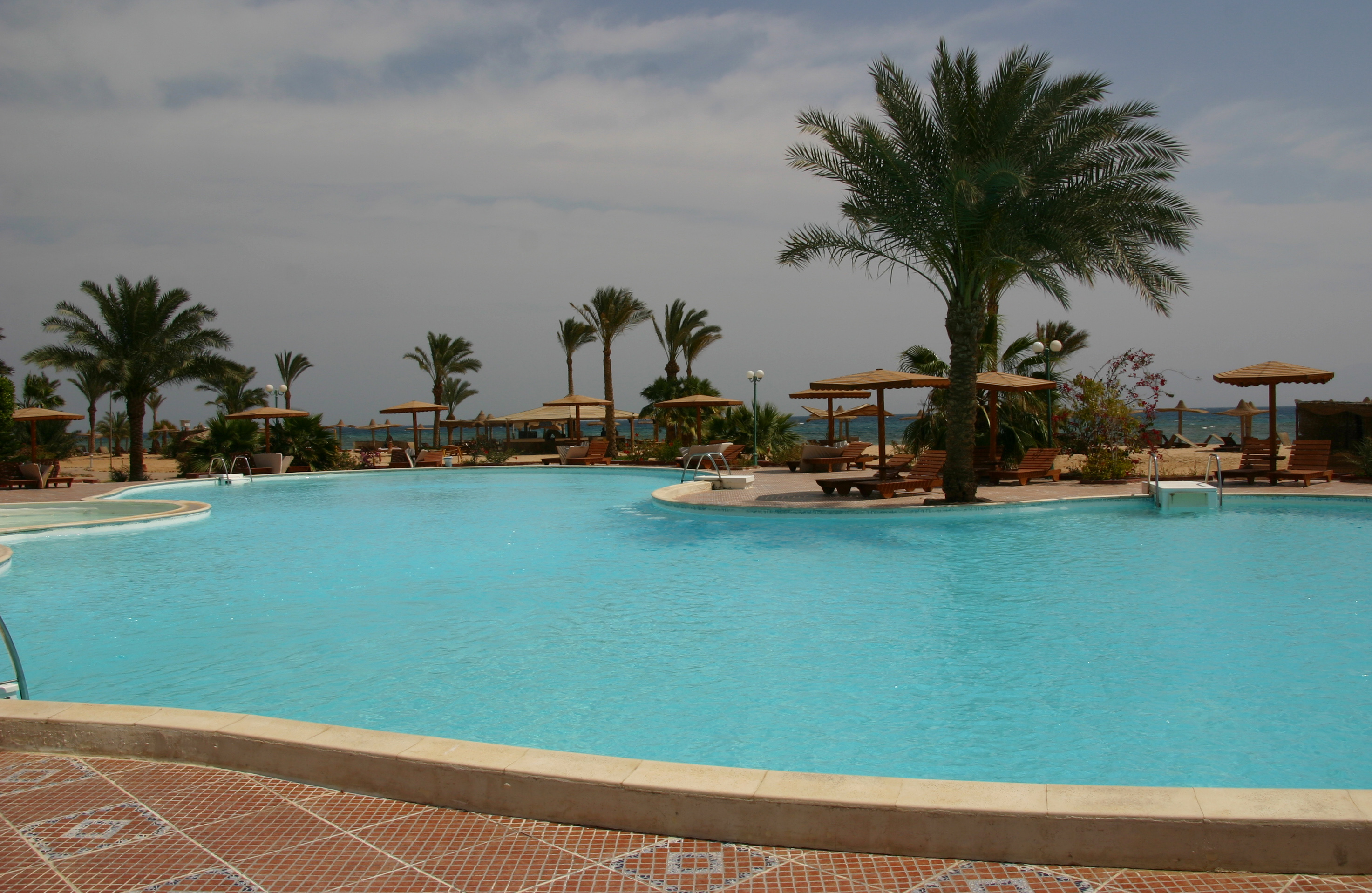
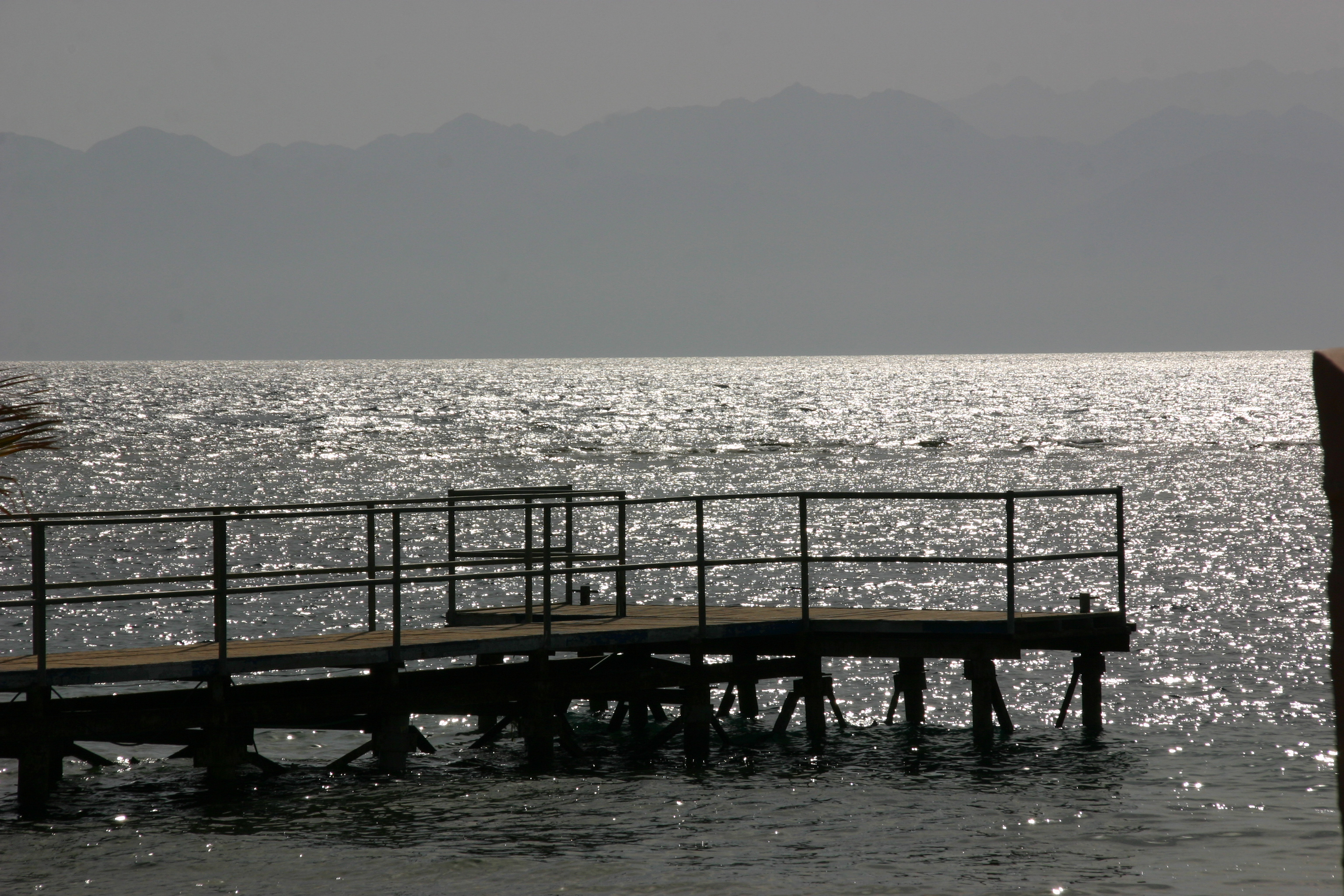
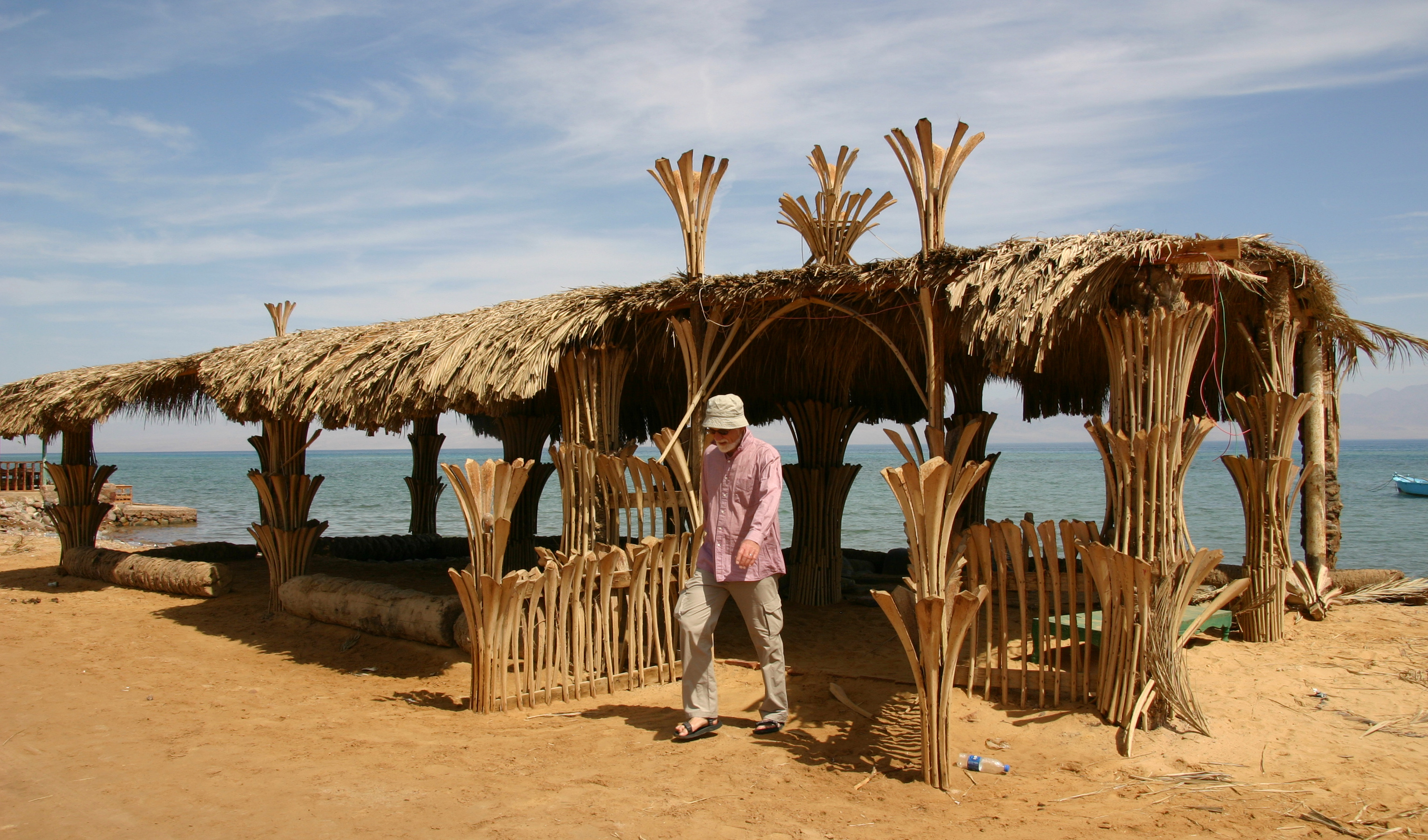
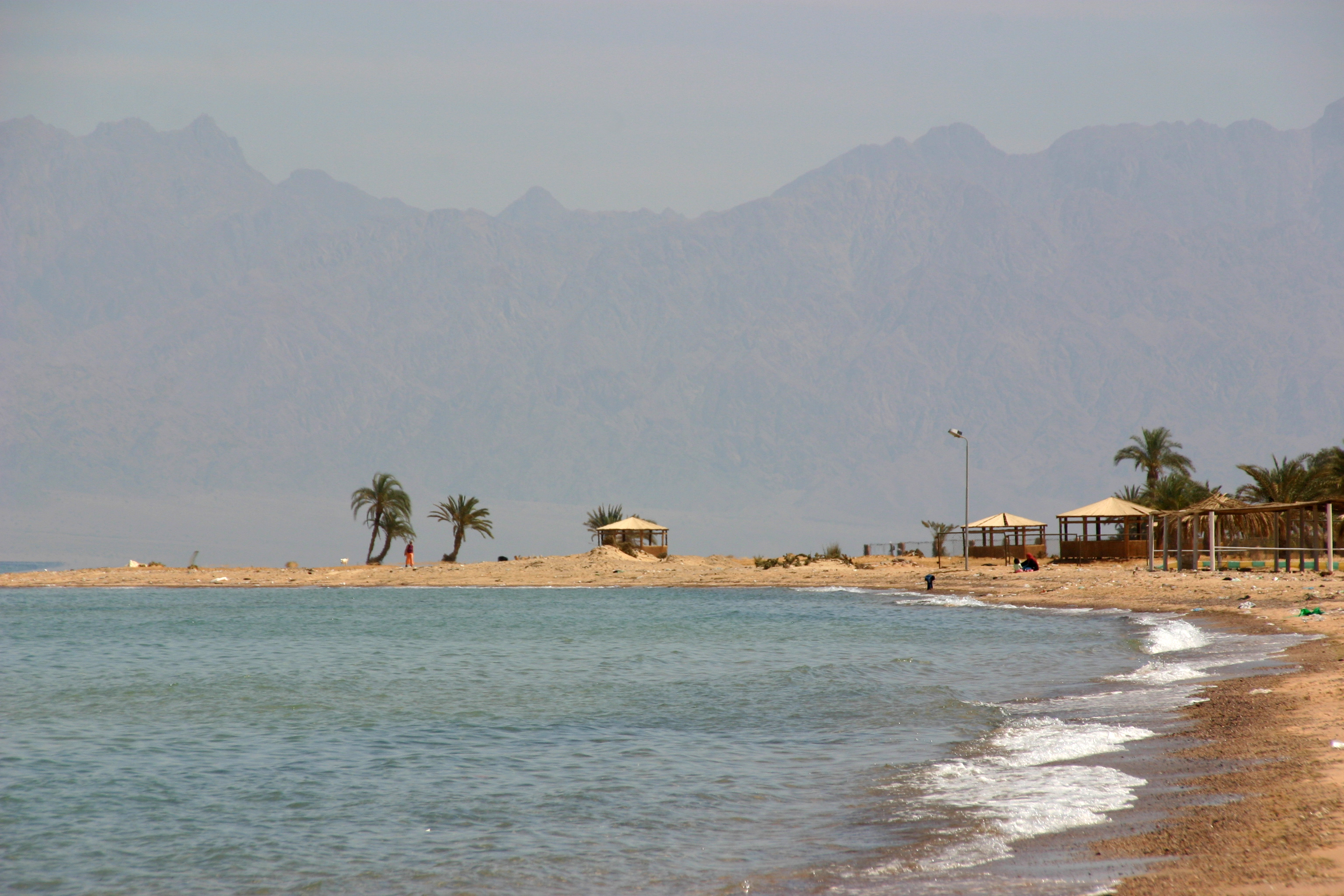
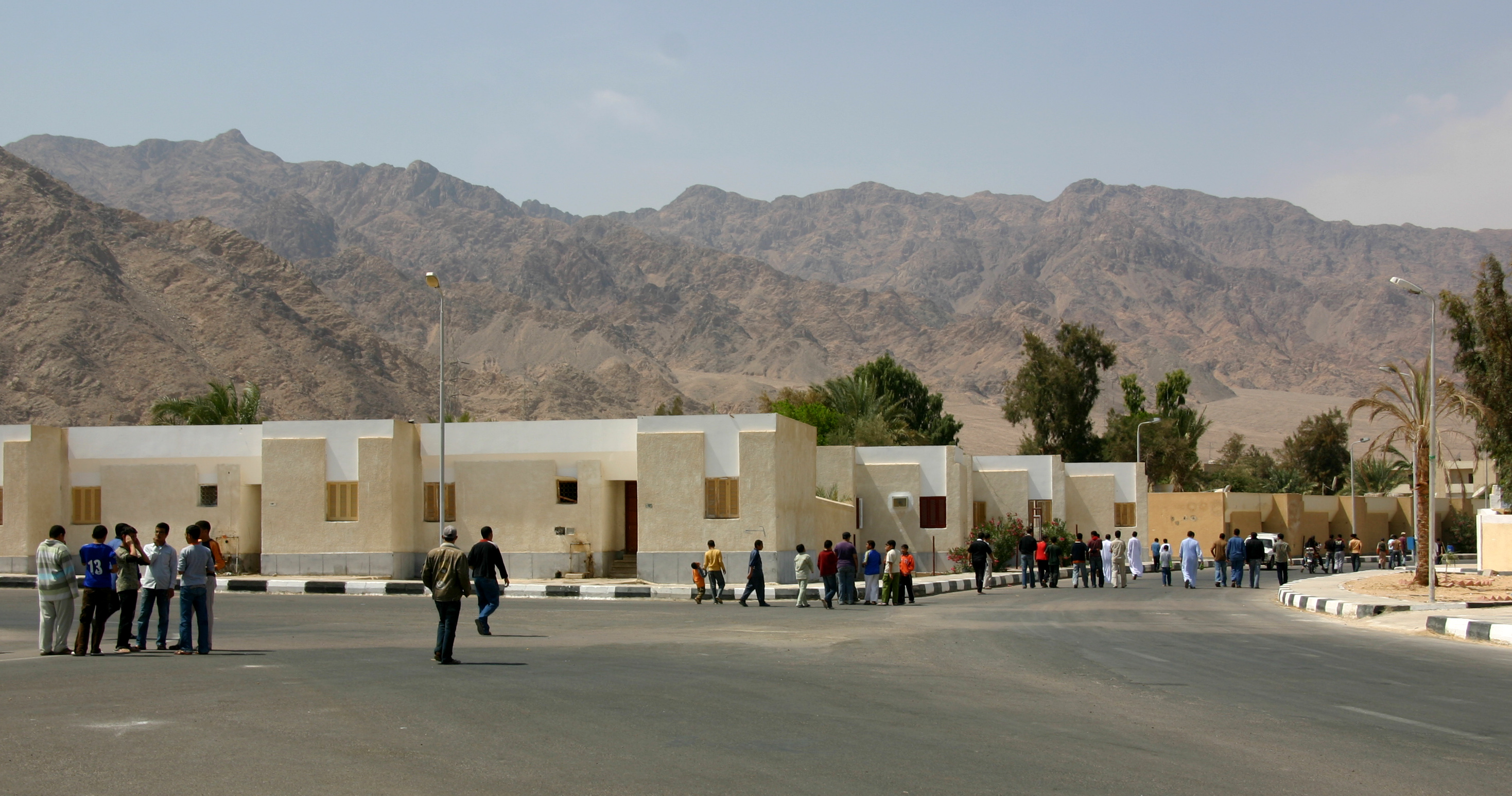
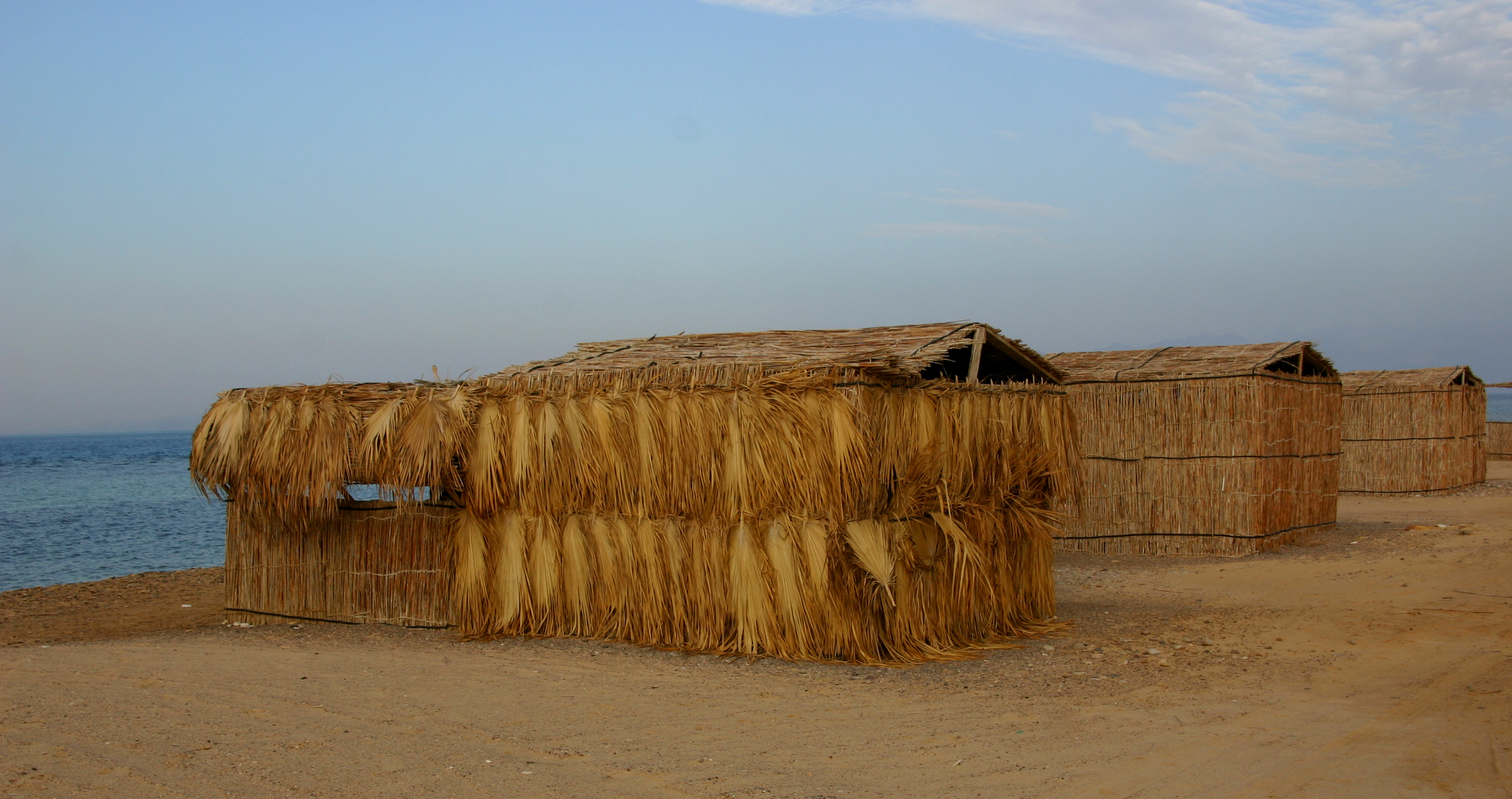
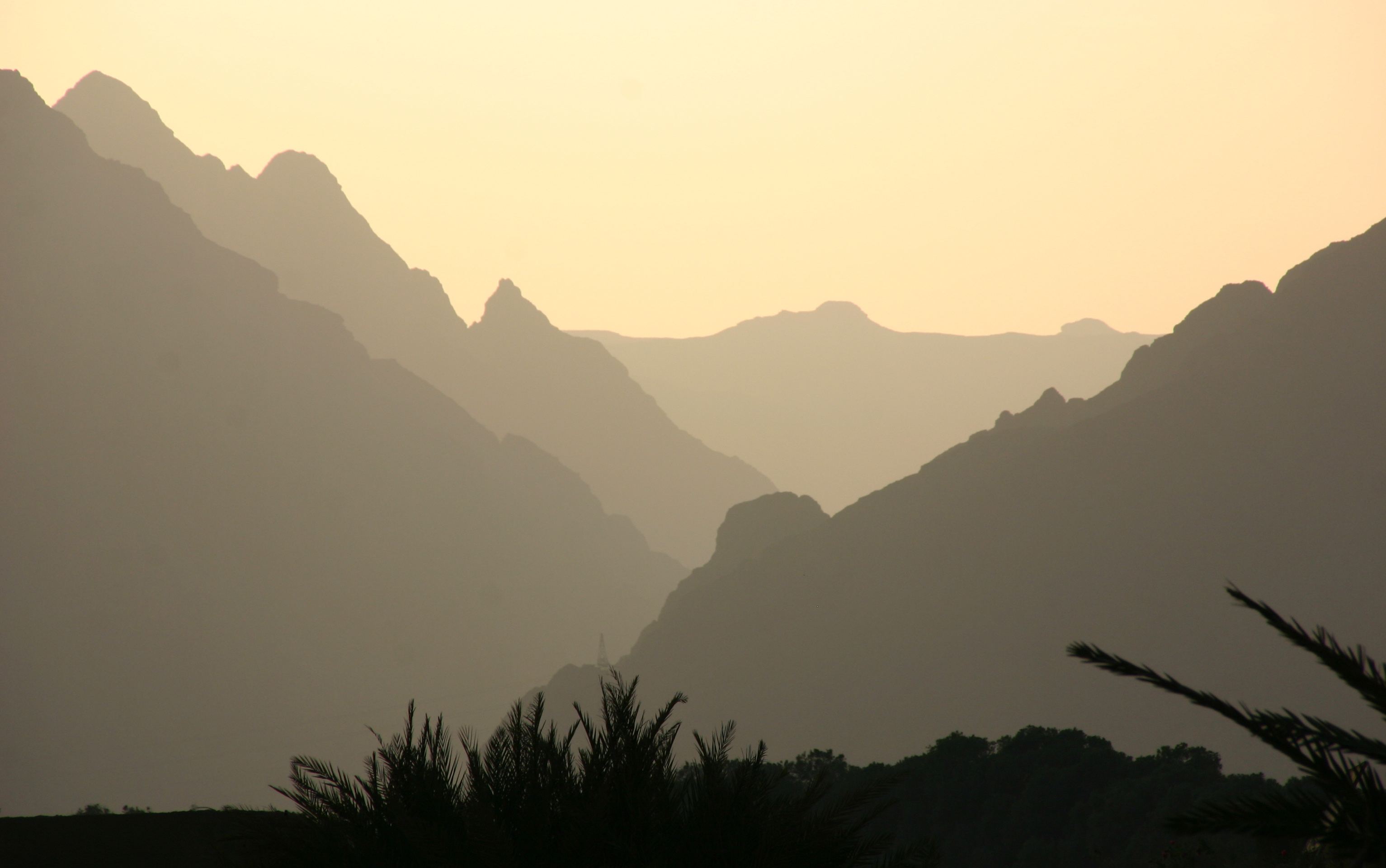